# يان فرازر
يان فرازر (بالإنجليزية: Ian Hector Frazer)‏ هو عالم مناعة ومهندس وطبيب أسترالي وبريطاني، ولد في 6 يناير 1953 في غلاسكو في المملكة المتحدة.

## وصلات خارجية
- يان فرازر على موقع الموسوعة البريطانية (الإنجليزية)